# Jelena Šušunovová
Jelena Lvovna Šušunovová (rusky Елена Львовна Шушунова; 23. května 1969 Leningrad – 16. srpna 2018 Petrohrad) byla sovětská sportovní gymnastka, členka klubu SKA Leningrad. Byla dvojnásobná olympijská vítězka z LOH 1988 v Soulu včetně vítězství ve víceboji a pětinásobná mistryně světa.

## Kariéra
Na mistrovství Evropy juniorů ve sportovní gymnastice 1982 v Ankaře vyhrála v prostných. Na závodech Družba 84 v Olomouci skončila třetí ve víceboji a byla členkou vítězného sovětského družstva. Na mistrovství světa ve sportovní gymnastice 1985 v Montrealu získala zlaté medaile ve víceboji, přeskoku a soutěži družstev. Na mistrovství Evropy ve sportovní gymnastice 1985 v Helsinkách vyhrála víceboj, přeskok, prostná a bradla. Na Hrách dobré vůle v Moskvě roku 1986 zvítězila na kladině, bradlech, v přeskoku a v soutěži družstev. Ve finále Světového poháru 1986 v Pekingu získala čtyři zlaté medaile. Na mistrovství světa ve sportovní gymnastice 1987 v Rotterdamu se stala světovou šampiónkou v prostných a přeskoku. Na Letní univerziádě 1987 v Záhřebu vyhrála všech šest gymnastických soutěží. Na olympijských hrách 1988 v Soulu vyhrála víceboj jednotlivkyň i družstev, byla druhá na kladině a třetí na bradlech, třikrát získala za své cvičení nejvyšší možnou známku 10 bodů.
Po olympiádě obdržela Řád rudého praporu práce a ukončila kariéru, vystudovala Lesgaftův sportovní institut a pracovala petrohradském městském výboru pro záležitosti sportu. V roce 2004 byla jmenována do Síně slávy světové gymnastiky a v roce 2005 do Mezinárodní síně slávy židovského sportu.
Zemřela v devětačtyřiceti letech po komplikovaném zápalu plic.